# Högby församling, Linköpings stift
Högby församling var en församling i Linköpings stift inom Svenska kyrkan i Mjölby kommun i Östergötlands län. Församlingen uppgick 2006  i Mjölby församling.
Församlingskyrka var Högby kyrka.

## Administrativ historik

Högby församlings vapen

Församlingen har medeltida ursprung. 1890 införlivades Västra Skrukeby församling.
Församlingen var till 1962 moderförsamling i pastoratet Högby, (Västra) Skrukeby (till 1890) och Hogstad (från 1596). Från 1962 till 2006 var församlingen annexförsamling i pastoratet Mjölby och Högby. Församlingen uppgick 2006  i Mjölby församling.
Församlingskod var 058602.

## Kyrkoherdar
Lista över kyrkoherdar.
| Ämbetstid        | Namn                         | Levnadstid       | Övrigt                                                  |
| ---------------- | ---------------------------- | ---------------- | ------------------------------------------------------- |
| 1283             | Nicolaus                     |                  |                                                         |
| 1374             | Heinrikinus                  |                  |                                                         |
| 1510–1522        | Nicoluas Laurentii           | –1522            |                                                         |
| 1523             | Laurentius Petri             |                  |                                                         |
| –1525            | Nicolaus Karoli              |                  | Senare kyrkoherde i Asby församling.                    |
| 1527–1537        | Sevenus Henrici              | –1537            |                                                         |
| 1538–1555        | Johannes Caroli              |                  |                                                         |
| 1556             | Nils Jonae                   |                  |                                                         |
| 1562             | Andreas Svenonis             |                  |                                                         |
| 1567–1595 (1596) | Petrus Jonae Gothus          | 1532–1595 (1596) |                                                         |
| 1596–1603        | Jonas Petri Gothus           | –1603            |                                                         |
| 1606–1618        | Laurentius Johannes Gothus   | –1618            |                                                         |
| 1619–1638        | Claudius Prytz               | 1585–1658        | Senare kyrkoherde i Sankt Olofs församling, Norrköping. |
| 1639–1657        | Andreas Petri Normolander    | 1599–1657        |                                                         |
| 1659–1675        | Vibernus Haquini Pictorius   | 1616–1675        | Kyrkoherde och kontraktsprost.                          |
| 1677–1687        | Benedictus Laurbecchius      | 1640–1687        |                                                         |
| 1690–1705        | Leonard Engvall              | 1651–1705        |                                                         |
| 1706–1711        | Andreas Silfverling          | 1663–1711        |                                                         |
| 1713–1722        | Ericus Timmerman (Zimmerman) | 1680–            |                                                         |
| 1723–1735        | Östen Gervallius             | 1680–1735        |                                                         |
| 1737–1745        | Johan Könsberg               | 1694–1745        |                                                         |
| 1747–1763        | Jöns Millerus                | 1704–1763        |                                                         |
| 1766–1793        | Gabriel Zerl                 | 1723–1793        | Kyrkoherde och kontraktsprost.                          |
| 1795–1802        | Johan Alexander Livin        | 1743–1802        |                                                         |
| 1805–1819        | Christian Andersson          | 1747–1819        |                                                         |
| 1822–1854        | Anders Wallström             | 1770–1854        |                                                         |
| 1856–1890        | Alexander Magnus Ahlqvist    | 1800–1890        |                                                         |
| 1893–1920        | Carl Gustaf Wessén           | 1846–1920        |                                                         |
| 1922–1957        | Knut Harding                 | 1890–1965        |                                                         |
| 1957–1960        | Olov Agrell                  | 1911–            |                                                         |

## Klockare och organister
| Ämbetstid | Namn                    | Levnadstid | Kommentarer                   |
| --------- | ----------------------- | ---------- | ----------------------------- |
| 1719–     | Hans Scherling          | –1729      | Klockare                      |
| 1776–1798 | Nils Larsson            | 1742–1798  | Klockare                      |
| 1799–1815 | Niclas (Nils) Svartling | 1756–1815  | Klockare                      |
| 1815–1820 | Peter Samuelsson        | 1787–1823  | Klockare                      |
|           | Nils Nilsson Nordqvist  | 1783–      |                               |
| 1821–1855 | Carl Johansson          | 1779–      | Klockare                      |
|           | Nils Hultgren           | 1805–      |                               |
| 1855–1871 | Anders Landén           | 1823–      | Klockare                      |
| 1871–1875 | Peter Simonsson         | 1818–1875  | Klockare och lärare           |
| 1876–1920 | Arvid Lindqvist         | 1852–1936  | Klockare, organist och lärare |
| 1920–1940 | Hilding Ahlqvist        | 1880–      |                               |
| 1941–1981 | Folke Ekholm            | 1901–1993  |                               |